# Quarante-septième district congressionnel de Californie
Le 47e district congressionnel de Californie est un district de l'État américain de Californie. Le district est centré à Long Beach, s'étend dans les villes de l'ouest du Comté d'Orange de Garden Grove, Westminster, Stanton, Buena Park, Los Alamitos et Cypress, la communauté non constituée de Rossmoor, et comprend l'île de Catalina.
Le district est représenté par le démocrate Dave Min.
Après le redécoupage de 2020, le district s'est déplacé vers le Comté d'Orange où il contiendra Irvine, Huntington Beach et Seal Beach. Scott Baugh, Brian Burley, Katie Porter, Errol Webber et Amy Phan West ont annoncé leur intention de briguer le siège.
Le 47e district congressionnel de Californie est un district de l'État américain de Californie.
Après le cycle de redécoupage de 2020, le district s'est déplacé vers le Comté d'Orange pour contenir Irvine, Huntington Beach, Costa Mesa, Newport Beach et Seal Beach. Il est actuellement représenté par la Démocrate Katie Porter.

## Géographie
| #  | Comté          | Siège     | Population |
| -- | -------------- | --------- | ---------- |
| 59 | Comté d'Orange | Santa Ana | 3 135 755  |

Depuis le redécoupage de 2020, le 38e district congressionnel de Californie est situé dans le sud de la Californie. Il couvre la région métropolitaine de la côte sud du Comté d'Orange.
Le Comté d'Orange est divisé entre ce district, le 45e district, le 46e district, le 40e district et le 49e district. Les 47e, 45e et 46e sont séparés par la autoroute 405, Old Ranch Parkway, Seal Beach Blvd, St Cloud Dr, Montecito Rd, Rossmoor Center Way, 12240 Seal Beach Blvd-Los Alamitos Army Airfield, Bolsa Chica Channel, Rancho Rd, Harold Pl , Springdale St, 6021 Anacapa Dr-Willow Ln, Edward St, Bolsa Ave, Goldenwest St, McFadden Ave, Union Pacific Railroad, 15241 Cascade Ln-15241 Cedarwood Ave, Highway 39, Edinger Ave, Newland St, Heil Ave, Magnolia St, Warner Ave, Garfield Ave, la rivière Santa Ana, MacArthur Blvd, Harbor Blvd, Sunflower Ave, Costa Mesa Freeway, E Alton Parkway et Red Hill Ave.
Les 47e, 40e et 49e sont divisés par Barranca Parkway, Jamboree Rd, Warner Ave, Harvard Ave, Myford Rd, Highway 5, Loma Ridge Nature Preserve, Bee Canyon Access Rd, Portola Parkway, Highway 133, Highway 241, Bake Parkway, San Diego Freeway, Ridge Route Dr, Moulton Parkway, Santa Maria Ave, Via Vista, Alta Vis, Santa Vittoria Dr, Avenida del Sol, Punta Alta, Galle Azul, Bahia Blanca W, Laguna Coast Wilderness Park, Highway S18, Aliso & Wood Canyons, Vista del Sol, Highway 1, Stonington Rd, Virginia Way, 7th Ave, and Laguna Beach.
Le 47e district comprend les villes de Costa Mesa, Irvine, Seal Beach, Huntington Beach, Newport Beach, Laguna Beach, et des parties de Laguna Hills et Laguna Woods.

### Villes et CDP de 10 000 personnes ou plus
- Irvine - 307 670
- Huntington Beach - 198 711
- Costa Mesa - 111 918
- Newport Beach - 85 239
- Laguna Hills - 31 374
- Seal Beach - 25 242
- Laguna Beach - 23 032
- Laguna Woods - 17 192

## Historique de vote
Le district, un district swing à tendance démocrate avec un indice CPVI de D+3, comprend la ville fortement Démocrate d'Irvine et des villes côtières à tendance républicaine telles que Huntington Beach et Newport Beach.
| Année | Poste                              | Histoire électorale            |
| ----- | ---------------------------------- | ------------------------------ |
| 1992  | Président                          | Bush 45,9 % – 31,0 %           |
| 1992  | Sénateur                           | Herschensohn 58,7 % – 33,7 %   |
| 1992  | Sénateur (Spéciale)                | Seymour 52,3 % – 39,9 %        |
| 1994  | Gouverneur                         | Wilson 65,5 % – 27,1 %         |
| 1994  | Sénateur                           | Huffington 58,6 % - 33,1 %     |
| 1996  | Président                          | Dole 54,0 % - 36,2 %           |
| 1998  | Gouverneur                         | Lungren 54,0 % – 43,1 %        |
| 1998  | Sénateur                           | Fong 58,9 % – 37,5 %           |
| 2000  | Président                          | Bush 57,5 % – 38,8 %           |
| 2000  | Sénateur                           | Campbell 52,2 % – 41,2 %       |
| 2002  | Gouverneur                         | Davis 50,8 % – 40,3 %          |
| 2003  | Rappel,                            | Oui 61,7 % - 38,3 %            |
| 2003  | Rappel,                            | Schwarzenegger 48,9 % – 31,1 % |
| 2004  | Président                          | Bush 50,0 % – 48,6 %           |
| 2004  | Sénateur                           | Boxer 57,5 % – 35,4 %          |
| 2006  | Gouverneur                         | Schwarzenegger 53,6 % – 40,3 % |
| 2006  | Sénateur                           | Feinstein 59,5 % – 33,8 %      |
| 2008  | Président                          | Obama 60,1 % – 37,8 %          |
| 2010  | Gouverneur                         | Brown 54,4 % – 37,8 %          |
| 2010  | Sénateur                           | Boxer 55,7 % – 37,0 %          |
| 2012  | Président                          | Obama 60,0 % – 37,5 %          |
| 2012  | Sénateur                           | Feinstein 61,4 % – 38,6 %      |
| 2014  | Gouverneur                         | Brown 56,5 % – 43,5 %          |
| 2016  | Président                          | Clinton 62,6 % – 31,0 %        |
| 2016  | Sénateur                           | Harris 57,7 % – 42,3 %         |
| 2018  | Gouverneur                         | Newsom 61,7 % – 38,3 %         |
| 2018  | Sénateur                           | Feinstein 55,3 % – 44,7 %      |
| 2018  | Lieutenant Gouverneur,             | Kounalakis 54,8 % – 45,2 %     |
| 2018  | Secrétaire d'État,                 | Padilla 64,1 % – 35,9 %        |
| 2018  | Contrôleur,                        | Yee 65,1 % – 34,9 %            |
| 2018  | Trésorier,                         | Ma 63,8 % – 36,2 %             |
| 2018  | Ministre de la Justice,            | Becerra 63,5 % – 36,5 %        |
| 2018  | Commissaire aux Assurances,        | Lara 54,2 % – 45,8 %           |
| 2018  | Board of Equalization, 3e District | Vazquez 67.6% – 32.4%          |
| 2018  | Board of Equalization, 4e District | Anderson 51,5 % – 48,5 %       |
| 2020  | Président                          | Biden 62,4 % – 35,3 %          |
| 2021  | Rappel                             | Non 62,5 % - 37,5 %            |
| 2022  | Gouverneur                         | Dahle 50,3 % - 49,7 %          |
| 2022  | Sénat                              | Padilla 50,8 % - 49,2 %        |
| 2022  | Sénat (Spéciale)                   | Padilla 50,8 % - 49,2 %        |

## Liste des Représentants du district
| Membre                           | Parti       | Année                           | Congrès     | Histoire électorale | Zone géographique                                                                                             |
| -------------------------------- | ----------- | ------------------------------- | ----------- | --- | --- |
| District créée le 3 janvier 1993 |             |                                 |             | | |
| Christopher Cox                  | Républicain | 3 janvier 1993 - 3 janvier 2003 | 103e - 107e | Redécoupage depuis le 40e district et réélu en 1992. Réélu en 1996. Réélu en 1998. Réélu en 2000. Redécoupage vers le 48e district.                                     | 1993–2003 Orange (Partie Centre/Sud)                                                                          |
| Loretta Sanchez                  | Démocrate   | 3 janvier 2003 - 3 janvier 2013 | 108e - 112e | Redécoupage depuis le 46e district et réélue en 2002. Réélue en 2004. Réélue en 2006. Réélue en 2008. Réélue en 2010. Réélue en 2012. Redécoupage vers le 46e district. | 2003–2013 Partie Centrale d'Orange (Anaheim, Garden Grove, Santa Ana)                                         |
| Alan Lowenthal                   | Démocrate   | 3 janvier 2013 - 3 janvier 2023 | 113e - 117e | Élu en 2012. Réélu en 2014. Réélu en 2016. Réélu en 2018. Réélu en 2020. Redécoupage vers le 42e district et retrait après la fin de son mandat.                        | 2013–2023 Orange et Los Angeles (Long Beach)                                                                  |
| Katie Porter                     | Démocrate   | 3 janvier 2023 - 3 janvier 2025 | 118e        | Redécoupage depuis le 42e district et réélue en 2022. Retrait pour se présenter comme sénatrice des États-Unis.                                                         | 2023–Présent Orange côtière (Irvine, Laguna Beach, Costa Mesa, Newport Beach, Huntington Beach et Seal Beach) |
| Dave Min                         | Démocrate   | 3 janvier 2025 - en cours       | 119e        | Élu en 2025. | 2023–Présent Orange côtière (Irvine, Laguna Beach, Costa Mesa, Newport Beach, Huntington Beach et Seal Beach) |

## Résultats des récentes élections
Voici les résultats des dix précédents cycles électoraux dans le district.

### 2004
| Élection de 2004 du 47e district congressionnel de Californie | Élection de 2004 du 47e district congressionnel de Californie | Élection de 2004 du 47e district congressionnel de Californie | Élection de 2004 du 47e district congressionnel de Californie | Élection de 2004 du 47e district congressionnel de Californie |
| ------------------------------------------------------------- | ------------------------------------------------------------- | ------------------------------------------------------------- | ------------------------------------------------------------- | ------------------------------------------------------------- |
| Parti                                                         | Parti                                                         | Candidat                                                      | Votes                                                         | %                                                             |
|                                                               | Démocrate                                                     | Loretta Sanchez (sortante)                                    | 65 684                                                        | 60,4                                                          |
|                                                               | Républicain                                                   | Tan D. Nguyen                                                 | 43 099                                                        | 39,6                                                          |
| Total des votes                                               | Total des votes                                               | Total des votes                                               | 70 178                                                        | 100%                                                          |
|                                                               | Les Démocrates conservent                                     |                                                               |                                                               |                                                               |

### 2006
| Élection de 2006 du 47e district congressionnel de Californie | Élection de 2006 du 47e district congressionnel de Californie | Élection de 2006 du 47e district congressionnel de Californie | Élection de 2006 du 47e district congressionnel de Californie | Élection de 2006 du 47e district congressionnel de Californie |
| ------------------------------------------------------------- | ------------------------------------------------------------- | ------------------------------------------------------------- | ------------------------------------------------------------- | ------------------------------------------------------------- |
| Parti                                                         | Parti                                                         | Candidat                                                      | Votes                                                         | %                                                             |
|                                                               | Démocrate                                                     | Loretta Sanchez (sortante)                                    | 47 134                                                        | 62,4                                                          |
|                                                               | Républicain                                                   | Tan D. Nguyen                                                 | 28 485                                                        | 37,6                                                          |
| Total des votes                                               | Total des votes                                               | Total des votes                                               | 75 619                                                        | 100%                                                          |
|                                                               | Les Démocrates conservent                                     |                                                               |                                                               |                                                               |

### 2008
| Élection de 2008 du 47e district congressionnel de Californie | Élection de 2008 du 47e district congressionnel de Californie | Élection de 2008 du 47e district congressionnel de Californie | Élection de 2008 du 47e district congressionnel de Californie | Élection de 2008 du 47e district congressionnel de Californie |
| ------------------------------------------------------------- | ------------------------------------------------------------- | ------------------------------------------------------------- | ------------------------------------------------------------- | ------------------------------------------------------------- |
| Parti                                                         | Parti                                                         | Candidat                                                      | Votes                                                         | %                                                             |
|                                                               | Démocrate                                                     | Loretta Sanchez (sortante)                                    | 85 878                                                        | 69,5                                                          |
|                                                               | Républicain                                                   | Rosemarie "Rosie" Avila                                       | 31 432                                                        | 25,4                                                          |
|                                                               | American Independent                                          | Robert Lauten                                                 | 6274                                                          | 5,1                                                           |
| Total des votes                                               | Total des votes                                               | Total des votes                                               | 123 584                                                       | 100%                                                          |
|                                                               | Les Démocrates conservent                                     |                                                               |                                                               |                                                               |

### 2010
| Élection de 2010 du 47e district congressionnel de Californie | Élection de 2010 du 47e district congressionnel de Californie | Élection de 2010 du 47e district congressionnel de Californie | Élection de 2010 du 47e district congressionnel de Californie | Élection de 2010 du 47e district congressionnel de Californie |
| ------------------------------------------------------------- | ------------------------------------------------------------- | ------------------------------------------------------------- | ------------------------------------------------------------- | ------------------------------------------------------------- |
| Parti                                                         | Parti                                                         | Candidat                                                      | Votes                                                         | %                                                             |
|                                                               | Démocrate                                                     | Loretta Sanchez (sortante)                                    | 50 832                                                        | 53,0                                                          |
|                                                               | Républicain                                                   | Van Tran                                                      | 37 679                                                        | 39,3                                                          |
|                                                               | Indépendant                                                   | Cecilia Igleseis                                              | 7443                                                          | 7,7                                                           |
| Total des votes                                               | Total des votes                                               | Total des votes                                               | 95 954                                                        | 100%                                                          |
|                                                               | Les Démocrates conservent                                     |                                                               |                                                               |                                                               |

### 2012
| Élection de 2012 du 47e district congressionnel de Californie | Élection de 2012 du 47e district congressionnel de Californie | Élection de 2012 du 47e district congressionnel de Californie | Élection de 2012 du 47e district congressionnel de Californie | Élection de 2012 du 47e district congressionnel de Californie |
| ------------------------------------------------------------- | ------------------------------------------------------------- | ------------------------------------------------------------- | ------------------------------------------------------------- | ------------------------------------------------------------- |
| Parti                                                         | Parti                                                         | Candidat                                                      | Votes                                                         | %                                                             |
|                                                               | Démocrate                                                     | Alan Lowenthal                                                | 130 093                                                       | 56,6                                                          |
|                                                               | Républicain                                                   | Gary DeLong                                                   | 99 919                                                        | 43,4                                                          |
| Total des votes                                               | Total des votes                                               | Total des votes                                               | 230 012                                                       | 100%                                                          |
|                                                               | Les Démocrates conservent                                     |                                                               |                                                               |                                                               |

### 2014
| Élection de 2014 du 47e district congressionnel de Californie | Élection de 2014 du 47e district congressionnel de Californie | Élection de 2014 du 47e district congressionnel de Californie | Élection de 2014 du 47e district congressionnel de Californie | Élection de 2014 du 47e district congressionnel de Californie |
| ------------------------------------------------------------- | ------------------------------------------------------------- | ------------------------------------------------------------- | ------------------------------------------------------------- | ------------------------------------------------------------- |
| Parti                                                         | Parti                                                         | Candidat                                                      | Votes                                                         | %                                                             |
|                                                               | Démocrate                                                     | Alan Lowenthal (sortant)                                      | 69 061                                                        | 56,0                                                          |
|                                                               | Républicain                                                   | Andy Whallon                                                  | 54 309                                                        | 44,0                                                          |
| Total des votes                                               | Total des votes                                               | Total des votes                                               | 123 370                                                       | 100%                                                          |
|                                                               | Les Démocrates conservent                                     |                                                               |                                                               |                                                               |

### 2016
| Élection de 2016 du 47e district congressionnel de Californie | Élection de 2016 du 47e district congressionnel de Californie | Élection de 2016 du 47e district congressionnel de Californie | Élection de 2016 du 47e district congressionnel de Californie | Élection de 2016 du 47e district congressionnel de Californie |
| ------------------------------------------------------------- | ------------------------------------------------------------- | ------------------------------------------------------------- | ------------------------------------------------------------- | ------------------------------------------------------------- |
| Parti                                                         | Parti                                                         | Candidat                                                      | Votes                                                         | %                                                             |
|                                                               | Démocrate                                                     | Alan Lowenthal (sortant)                                      | 154 759                                                       | 63,7                                                          |
|                                                               | Républicain                                                   | Andy Whallon                                                  | 88 109                                                        | 36,3                                                          |
| Total des votes                                               | Total des votes                                               | Total des votes                                               | 242 868                                                       | 100%                                                          |
|                                                               | Les Démocrates conservent                                     |                                                               |                                                               |                                                               |

### 2018
| Élection de 2018 du 47e district congressionnel de Californie | Élection de 2018 du 47e district congressionnel de Californie | Élection de 2018 du 47e district congressionnel de Californie | Élection de 2018 du 47e district congressionnel de Californie | Élection de 2018 du 47e district congressionnel de Californie |
| ------------------------------------------------------------- | ------------------------------------------------------------- | ------------------------------------------------------------- | ------------------------------------------------------------- | ------------------------------------------------------------- |
| Parti                                                         | Parti                                                         | Candidat                                                      | Votes                                                         | %                                                             |
|                                                               | Démocrate                                                     | Alan Lowenthal (sortant)                                      | 143 354                                                       | 64,9                                                          |
|                                                               | Républicain                                                   | John Briscoe                                                  | 77 682                                                        | 35,1                                                          |
| Total des votes                                               | Total des votes                                               | Total des votes                                               | 221 036                                                       | 100%                                                          |
|                                                               | Les Démocrates conservent                                     |                                                               |                                                               |                                                               |

### 2020
| Élection de 2020 du 47e district congressionnel de Californie | Élection de 2020 du 47e district congressionnel de Californie | Élection de 2020 du 47e district congressionnel de Californie | Élection de 2020 du 47e district congressionnel de Californie | Élection de 2020 du 47e district congressionnel de Californie |
| ------------------------------------------------------------- | ------------------------------------------------------------- | ------------------------------------------------------------- | ------------------------------------------------------------- | ------------------------------------------------------------- |
| Parti                                                         | Parti                                                         | Candidat                                                      | Votes                                                         | %                                                             |
|                                                               | Démocrate                                                     | Alan Lowenthal (sortant)                                      | 197 028                                                       | 63,3                                                          |
|                                                               | Républicain                                                   | John Briscoe                                                  | 114 371                                                       | 36,7                                                          |
| Total des votes                                               | Total des votes                                               | Total des votes                                               | 311 399                                                       | 100%                                                          |
|                                                               | Les Démocrates conservent                                     |                                                               |                                                               |                                                               |

### 2022
La Californie a tenu sa Primaire Jungle le 7 juin 2022, selon ce système de Primaire, tous les candidats sont sur le même bulletin de vote, et les deux arrivés en tête s'affronteront le jour de l'Élection Générale, à savoir le 8 novembre 2022.
| Primaire Jungle 2022 du 47e district congressionnel de Californie | Primaire Jungle 2022 du 47e district congressionnel de Californie | Primaire Jungle 2022 du 47e district congressionnel de Californie | Primaire Jungle 2022 du 47e district congressionnel de Californie | Primaire Jungle 2022 du 47e district congressionnel de Californie |
| ----------------------------------------------------------------- | ----------------------------------------------------------------- | ----------------------------------------------------------------- | ----------------------------------------------------------------- | ----------------------------------------------------------------- |
| Parti                                                             | Parti                                                             | Candidat                                                          | Votes                                                             | %                                                                 |
|                                                                   | Démocrate                                                         | Katie Porter (sortante)                                           | 86 742                                                            | 51,7                                                              |
|                                                                   | Républicain                                                       | Scott Baugh                                                       | 51 776                                                            | 30,9                                                              |
|                                                                   | Républicain                                                       | Amy Phan West                                                     | 13 949                                                            | 8,3                                                               |
|                                                                   | Républicain                                                       | Brian Burley                                                      | 11 952                                                            | 7,1                                                               |
|                                                                   | Républicain                                                       | Errol Webber                                                      | 3342                                                              | 2,0                                                               |

| Élection de 2022 du 47e district congressionnel de Californie | Élection de 2022 du 47e district congressionnel de Californie | Élection de 2022 du 47e district congressionnel de Californie | Élection de 2022 du 47e district congressionnel de Californie | Élection de 2022 du 47e district congressionnel de Californie |
| ------------------------------------------------------------- | ------------------------------------------------------------- | ------------------------------------------------------------- | ------------------------------------------------------------- | ------------------------------------------------------------- |
| Parti                                                         | Parti                                                         | Candidat                                                      | Votes                                                         | %                                                             |
|                                                               | Démocrate                                                     | Katie Porter (sortante)                                       | 137 374                                                       | 51,7                                                          |
|                                                               | Républicain                                                   | Scott Baugh                                                   | 128 261                                                       | 48,3                                                          |
| Total des votes                                               | Total des votes                                               | Total des votes                                               | 265 635                                                       | 100%                                                          |
|                                                               | Les Démocrates conservent                                     |                                                               |                                                               |                                                               |

### 2024
La Californie a tenu sa Primaire Jungle le 5 mars 2024, selon ce système de Primaire, tous les candidats sont sur le même bulletin de vote, et les deux arrivés en tête s'affronteront le jour de l'Élection Générale, à savoir le 5 novembre 2024.
| Primaire Jungle 2024 du 47e district congressionnel de Californie | Primaire Jungle 2024 du 47e district congressionnel de Californie | Primaire Jungle 2024 du 47e district congressionnel de Californie | Primaire Jungle 2024 du 47e district congressionnel de Californie | Primaire Jungle 2024 du 47e district congressionnel de Californie |
| ----------------------------------------------------------------- | ----------------------------------------------------------------- | ----------------------------------------------------------------- | ----------------------------------------------------------------- | ----------------------------------------------------------------- |
| Parti                                                             | Parti                                                             | Candidat                                                          | Votes                                                             | %                                                                 |
|                                                                   | Républicain                                                       | Scott Baugh                                                       | 57 517                                                            | 32,1                                                              |
|                                                                   | Démocrate                                                         | Dave Min                                                          | 46 393                                                            | 25,9                                                              |
|                                                                   | Démocrate                                                         | Joanna Welss                                                      | 34 802                                                            | 19,4                                                              |
|                                                                   | Républicain                                                       | Max Ukropina                                                      | 26 585                                                            | 14,8                                                              |
|                                                                   | Républicain                                                       | Long Pham                                                         | 4862                                                              | 2,7                                                               |
|                                                                   | Indépendant                                                       | Terry Crandell                                                    | 2878                                                              | 1,6                                                               |
|                                                                   | Démocrate                                                         | Boyd Roberts                                                      | 2570                                                              | 1,4                                                               |
|                                                                   | Indépendant                                                       | Tom McGrath                                                       | 1611                                                              | 0,9                                                               |
|                                                                   | Indépendant                                                       | Bill Smith                                                        | 1062                                                              | 0,6                                                               |
|                                                                   | Démocrate                                                         | Shariq Zaidi                                                      | 788                                                               | 0,4                                                               |

| Élection de 2024 du 47e district congressionnel de Californie | Élection de 2024 du 47e district congressionnel de Californie | Élection de 2024 du 47e district congressionnel de Californie | Élection de 2024 du 47e district congressionnel de Californie | Élection de 2024 du 47e district congressionnel de Californie |
| ------------------------------------------------------------- | ------------------------------------------------------------- | ------------------------------------------------------------- | ------------------------------------------------------------- | ------------------------------------------------------------- |
| Parti                                                         | Parti                                                         | Candidat                                                      | Votes                                                         | %                                                             |
|                                                               | Démocrate                                                     | Dave Min                                                      | 181 721                                                       | 51,4                                                          |
|                                                               | Républicain                                                   | Scott Baugh                                                   | 171 554                                                       | 48,6                                                          |
| Total des votes                                               | Total des votes                                               | Total des votes                                               | 353 275                                                       | 100%                                                          |
|                                                               | Les Démocrates conservent                                     |                                                               |                                                               |                                                               |

## Frontières historique du district
De 2003 à 2013, le district comprenait de nombreuses banlieues centrales du Comté d'Orange, notamment Anaheim, Garden Grove et Santa Ana. 
En raison d'un redécoupage après le recensement des États-Unis de 2010, le district s'est déplacé vers l'ouest dans certaines parties du Comté de Los Angeles et comprend désormais les îles Catalina et San Clemente. Le district conserve également des parties du Comté d'Orange telles que Garden Grove.

## Dans la culture populaire
Le 47e district congressionnel de Californie a été le théâtre d'une élection au Congrès (remportée par un challenger démocrate décédé), puis d'une élection spéciale du Congrès (remportée par le titulaire républicain), présentée dans plusieurs épisodes du drame politique The West Wing. Cependant, dans ce contexte, plusieurs noms de lieux du Comté d'Orange ont été référencés qui ne se trouvent pas dans les limites actuelles du district, comme la ville de Newport Beach. Beaucoup de ces lieux sont actuellement situés dans les 46e et 48e district.